# Verkiezingen voor het Europees Parlement 2009/Kandidatenlijst/Vlaams Belang
Dit is de kandidatenlijst van het Belgische Vlaams Belang voor de Europese verkiezingen van 2009. De verkozenen staan vetgedrukt.

## Effectieven
1. Frank Vanhecke
2. Marijke Dillen
3. Philip Claeys
4. Linda Vissers
5. Francis Van den Eynde
6. Johan Demol
7. Alexandra Colen
8. Gerda Van Steenberge
9. Bart Laeremans
10. Bruno Valkeniers
11. Anke Van dermeersch
12. Filip Dewinter
13. Marie-Rose Morel

## Opvolgers
1. Philip Claeys
2. Marie-Rose Morel
3. Koen Dillen
4. Rita De Bont
5. Barbara Pas
6. Katleen Martens
7. Gerolf Annemans
8. Hugo Coveliers